# Даніель Томпсон
Даніель Томпсон (фр. Danièle Thompson; нар. 3 січня 1942, Монако, Монако) — французька письменниця, кінорежисер, сценарист і авторка діалогів. Донька французького режисера Жерара Урі.

## Походження
Даніель Томпсон народилася 3 січня 1942 року в родині режисера Жерара Урі та актриси Жаклін Рома в Монако. Вона наполовину єврейка по батькові.

## Творчість
Разом з батьком вона працювала над сценаріями фільмів: «Велика прогулянка», «Супермозок», «Пригоди рабина Якова».
У 1975 році Даніель спільно з Жаном-Шарлем Такелла написала сценарій фільму « Кузен, кузина», який згодом буде номінований на Оскар, номінований на Золотий глобус і тричі номінований на Сезар. Утім, отримав одну нагороду.
У 1980 році підписує контракт із Клодом Піното на спільне написання сценаріїв до фільмів «Бум» та «Бум 2» успіхи яких роблять Софі Марсо кумиром молоді.
У 1986 році була членом журі Канського кінофестивалю.
У 1995 році Даніель Томпсон нагороджена першою номінацією на Премію Сезар за найкращий сценарій до фільму « Королева Марго» режисера Патріса Шеро.
Натхнена цими успіхами в 1999 році Даніель Томпсон зняла свій перший повнометражний фільм як режисерка під назвою « Різдвяний пиріг» / La Bûche де вона окрім режисера виступила як сценаристка спільно з її сином Крістофером Томпсоном. У головних ролях знялися Еммануель Беар, Шарлотта Генсбур, Клод Ріш та Сабіна Азема. Цей фільм тричі було номіновано на Сезар та виборов одну премію.
Наступною її режисерською роботою став фільм «Історія кохання» / Décalage horaire з Жаном Рено та Жульєт Бінош у головних ролях.
У 2006 році Даніель натхненна паризьким художнім середовищем знімає свій третій за рахунком фільм « Місця в партері» / Fauteuils d' orchestre. В ньому зіграли бельгійсько-французька актриса Сесіль де Франс, Клод Брассер, американський актор Сідні Поллак, а також Крістофер Томпсон та Валері Лемерсьє. Цей фільм був присвячений актрисі Сюзанн Флон, яка зіграла в ньому свою останню роль.
У 2008 році спільно з сином зняла фільм «Зміна планів / Le code a changé» з Дані Буном та Карін Віар у головних ролях, про життя в суспільстві, лицемірство та скритність.
У 2009 році Томпсон підписала петицію на підтримку кінорежисера Романа Полянского, закликаючи до його звільнення після того, як він був заарештований у Швейцарії у зв'язку з його справою про сексуальне насильство в 1977 році. У 2010 році вона приєдналася до Ізабель Аджані, Пола Остера, Ізабель Юппер, Мілана Кундери, Салмана Рушді, Матильди Сеньє, Жана-П'єра Тіолле та Анрі Тісо, підписавши петицію на підтримку Романа Поланського, коли режисер був тимчасово заарештований швейцарською поліцією на запит влади США.

## Фільмографія

### Акторка
- 1982 — Бум 2 / La Boum 2 — жінка в ресторані (епізод)

### Режисерська робота
- 1999 — Різдвяний пиріг / La Bûche
- 2002 — Історія кохання / Décalage horaire
- 2006 — Місця в партері / Fauteuils d'orchestre
- 2006 — Зміна планів / Le code a changé
- 2013 — Люди й поцілунки / Des gens qui s'embrassent

### Сценарна робота
- 1966 — Велика прогулянка / La Grande Vadrouille
- 1968 — Супермозок / Le Cerveau
- 1971 — Манія величі / La Folie Des Grandeurs
- 1973 — Пригоди рабина Якова / Les Aventures De Rabbi Jacob
- 1975 — Кузен, кузина / Cousin, cousine
- 1978 — Втеча / La Carapate
- 1980 — Укол парасолькою / Le Coup du parapluie
- 1980 — Бум / La Boum
- 1982 — Ас із асів / L'As des as
- 1982 — Бум 2 / La Boum 2
- 1984 — Помста пернатого змія / La Vengeance du serpent à plumes
- 1987 — Леві та Голіаф / Lévy et Goliath
- 1988 — Студентка / L'etudiante
- 1989 — Ванільно-полуничні морозиво / Vanille fraise
- 1991 — Сніг і полум'я / La Neige et le Feu
- 1993 — Сурки / Les Marmottes
- 1994 — Королева Марго / La Reine Margot
- 1998 — Папарацці / Paparazzi
- 1998 — Ті, хто мене любить, поїдуть поїздом / Ceux qui m'aiment prendront le train
- 1999 — Улюблена теща / Belle Maman
- 1999 — Різдвяний пиріг / La Bûche
- 2000 — Бельфегор — привид Лувра / Belphegor — Le fantome du Louvre
- 2002 — Історія кохання / Décalage horaire
- 2004 — Шия жирафа / Le Cou de la girafe
- 2006 — Місця в партері / Fauteuils d'orchestre
- 2008 — Зміна планів / Le code a changé

## Номінації
- 1977 — Номінація на Оскар за найкращий сценарій фільму « Кузен, кузина»
- 1995 — Номінація на Сезар за найкращий сценарій фільму « Королева Марго»
- 1999 — Номінація на Сезар за найкращий сценарій фільму « Ті, хто мене любить, поїдуть потягом»
- 2000 — Номінація на Сезар за найкраще прем'єрне відкриття фільму « Різдвяний пиріг»
- 2000 — Номінація на Сезар за найкращий сценарій фільму « Різдвяний пиріг»
- 2007 — Номінація на Сезар за найкращий сценарій фільму " Місця в партері
- 12 квітня 2009 — присуджено звання Офіцера ордена Почесного легіону

## Родина
- Жерар Урі — її батько
- Крістофер Томпсон — її син